# Liste des distinctions de Nine Inch Nails
Nine Inch Nails est un projet américain de metal industriel, fondé en 1988 par Trent Reznor à Cleveland, dans l'Ohio. Comme principal producteur, chanteur, compositeur et instrumentiste. Reznor est le seul membre officiel de Nine Inch Nails et reste seul responsable de sa direction. Nine Inch Nails a reçu quatre prix sur 25 nominations, dont deux Grammy Awards pour les chansons Wish et Happiness in Slavery en 1993 et 1996 respectivement. Nine Inch Nails a également reçu deux Kerrang! Awards honorant les contributions globales du groupe depuis 1988,. Le groupe a également reçu neuf nominations aux MTV Video Music Awards pour plusieurs de ses vidéos, dont deux nominations pour « Closer » et cinq nominations pour le clip « The Perfect Drug », y compris la vidéo de l'année.
Nine Inch Nails et plusieurs de ses enregistrements ont également reçu des prix et des distinctions de la critique. Le groupe a été classé comme le 94e des « plus grands artistes de tous les temps » par le magazine Rolling Stone en 2004. Le deuxième album studio de Nine Inch Nails The Downward Spiral, est apparu sur plusieurs listes, notamment sur les 500 plus grands albums de tous les temps selon Rolling Stone et les "100 plus grands albums entre 1985 et 2005" du magazine Spin,.

## American Music Awards
Les American Music Awards sont décernés chaque année par un sondage des acheteurs de musique. Nine Inch Nails a reçu deux nominations.
| Année | Travail nommé   | Catégorie                   | Résultat   |
| ----- | --------------- | --------------------------- | ---------- |
| 1994  | Nine Inch Nails | Favorite Alternative Artist | Nomination |
| 1995  | Nine Inch Nails | Favorite Alternative Artist | Nomination |

## Billboard Awards

### Billboard Music Awards
Les  Billboard Music Awards sont sponsorisés par Billboard magazine et a lieu chaque année en Décembre. Nine Inch Nails a reçu une nomination.
| Année | Travail nommé   | Catégorie                      | Résultat   |
| ----- | --------------- | ------------------------------ | ---------- |
| 2005  | Nine Inch Nails | Modern Rock Artist of the Year | Nomination |

### Billboard Music Video Awards
Les Billboard Video Music Awards sont parrainés par Billboard magazine. Nine Inch Nails a reçu une nomination.
| Année | Travail nommé       | Catégorie                         | Résultat   |
| ----- | ------------------- | --------------------------------- | ---------- |
| 2000  | "Starfuckers, Inc." | Best Modern Rock Clip of the Year | Nomination |

## Grammy Awards
Les Grammy Awards sont décernés chaque année par National Academy of Recording Arts and Sciences. Nine Inch Nails a reçu deux prix de douze nominations.
| Année | Travail nommé                   | Catégorie                                 | Résultat   |
| ----- | ------------------------------- | ----------------------------------------- | ---------- |
| 1993  | "Wish"                          | Best Metal Performance                    | Lauréat    |
| 1995  | The Downward Spiral             | Best Alternative Performance              | Nomination |
| 1996  | "Happiness in Slavery"          | Best Metal Performance                    | Lauréat    |
| 1996  | "Hurt"                          | Best Rock song                            | Nomination |
| 1998  | "The Perfect Drug"              | Best Hard Rock Performance                | Nomination |
| 2000  | The Fragile                     | Best Alternative Album                    | Nomination |
| 2000  | "Starfuckers, Inc."             | Best Metal Performance                    | Nomination |
| 2001  | "Into the Void"                 | Meilleur chanteur rock                    | Nomination |
| 2006  | "The Hand That Feeds"           | Best Hard Rock Performance                | Nomination |
| 2007  | "Every Day Is Exactly the Same" | Best Hard Rock Performance                | Nomination |
| 2009  | "34 Ghosts IV"                  | Best Rock Instrumental Performance        | Nomination |
| 2009  | Ghosts I–IV                     | Best Boxed Set or Limited Edition Package | Nomination |

## MTV Video Music Awards
Les MTV Video Music Awards ont été créés en 1984 par MTV pour célébrer les clips de l'année. Nine Inch Nails a reçu neuf nominations.
| Année | Travail nommé      | Catégorie                  | Résultat   |
| ----- | ------------------ | -------------------------- | ---------- |
| 1994  | "Wish"             | Best Metal/Hard Rock Video | Nomination |
| 1994  | "Closer"           | Best Breakthrough Video    | Nomination |
| 1994  | "Closer"           | Best Art Direction         | Nomination |
| 1997  | "The Perfect Drug" | Video of the Year          | Nomination |
| 1997  | "The Perfect Drug" | Best Alternative Video     | Nomination |
| 1997  | "The Perfect Drug" | Best Direction             | Nomination |
| 1997  | "The Perfect Drug" | Best Cinematography        | Nomination |
| 1997  | "The Perfect Drug" | Best Art Direction         | Nomination |
| 2000  | "Into the Void"    | Best Breakthrough Video    | Nomination |

## Kerrang!Awards
Les Kerrang! Awards est une cérémonie annuelle de remise des prix organisée par Kerrang!, un magazine de rock britannique. Nine Inch Nails a remporté deux prix.
| Année | Travail nommé   | Catégorie                | Résultat |
| ----- | --------------- | ------------------------ | -------- |
| 2005  | Nine Inch Nails | Classic Songwriter Award | Lauréat  |
| 2007  | Nine Inch Nails | Kerrang! Icon Award      | Lauréat  |

## Divers prix et récompenses
| Year | Nominated work         | Award/honor                                            | Nominator            |
| ---- | ---------------------- | ------------------------------------------------------ | -------------------- |
| 1999 | "Closer" (music video) | 100 Greatest Videos Ever Made (#17)                    | MTV                  |
| 2000 | Nine Inch Nails        | 100 Greatest Artists of Hard Rock (#43)                | VH1                  |
| 2003 | "Closer"               | 100 Best Songs of the Past 25 Years (#93)              | VH1                  |
| 2003 | The Downward Spiral    | 500 Greatest Albums of All Time (#200)                 | Rolling Stone        |
| 2004 | Nine Inch Nails        | The Immortals – 100 Greatest Artists of All Time (#94) | Rolling Stone        |
| 2004 | The Downward Spiral    | The Top 500 Heavy Metal Albums of All Time (#488)      | Martin Popoff        |
| 2004 | The Fragile            | The Top 500 Heavy Metal Albums of All Time (#390)      | Martin Popoff        |
| 2005 | The Downward Spiral    | 100 Greatest Albums, 1985–2005 (#25)                   | Spin                 |
| 2005 | With Teeth             | 40 Best Albums of 2005 (#29)                           | Spin                 |
| 2007 | Year Zero              | Top 50 Albums of 2007 (#21)                            | Rolling Stone        |
| 2008 | The Downward Spiral    | 100 Best Albums from 1983 to 2008 (#81)                | Entertainment Weekly |
| 2008 | Ghosts I–IV            | Best of 2008 (#4)                                      | Last.fm              |
| 2008 | The Slip               | Top 50 Albums of 2008 (#37)                            | Rolling Stone        |
| 2009 | Trent Reznor           | The RS 100: Agents of Change (#46)                     | Rolling Stone        |
| 2009 | Trent Reznor           | Webby Artist of the Year Award                         | Webby Awards         |
| 2009 | "Closer"               | Hottest 100 of All Time (#62)                          | Triple J             |
| 2009 | "The Hand That Feeds"  | The Top 500 Tracks of the 2000s (#406)                 | Pitchfork            |
| 2010 | The Downward Spiral    | 125 Best Albums of the Past 25 Years (#10)             | Spin                 |
| 2010 | Pretty Hate Machine    | Best New Reissue                                       | Pitchfork            |

## Liens d'externe
- site officiel de Nine Inch Nails